# Роблінг (Нью-Джерсі)
Роблінг (англ. Roebling) — переписна місцевість (CDP) в США, в окрузі Берлінгтон штату Нью-Джерсі. Населення — 3585 осіб (2020).

## Географія
Роблінг розташований за координатами 40°7′2″ пн. ш. 74°46′40″ зх. д. / 40.11722° пн. ш. 74.77778° зх. д. (40.117217, -74.777844).  За даними Бюро перепису населення США в 2010 році переписна місцевість мала площу 3,04 км², з яких 2,61 км² — суходіл та 0,43 км² — водойми.

## Демографія
Згідно з переписом 2010 року, у переписній місцевості мешкало 3715 осіб у 1410 домогосподарствах у складі 965 родин. Густота населення становила 1224 особи/км².  Було 1481 помешкання (488/км²).
Расовий склад населення:
| - 83,3 % — білих - 8,5 % — чорних або афроамериканців - 4,6 % — азіатів - 0,3 % — корінних американців |

До двох чи більше рас належало 2,8 %. Частка іспаномовних становила 4,7 % від усіх жителів.
За віковим діапазоном населення розподілялося таким чином: 24,8 % — особи молодші 18 років, 64,1 % — особи у віці 18—64 років, 11,1 % — особи у віці 65 років та старші. Медіана віку мешканця становила 37,7 року. На 100 осіб жіночої статі у переписній місцевості припадало 88,3 чоловіків;  на 100 жінок у віці від 18 років та старших — 86,7 чоловіків також старших 18 років.
Середній дохід на одне домашнє господарство  становив 78 524 долари США (медіана — 72 332), а середній дохід на одну сім'ю — 88 959 доларів (медіана — 79 712). За межею бідності перебувало 4,7 % осіб, у тому числі 4,4 % дітей у віці до 18 років та 5,1 % осіб у віці 65 років та старших.
Цивільне працевлаштоване населення становило 1846 осіб. Основні галузі зайнятості: освіта, охорона здоров'я та соціальна допомога — 33,4 %, роздрібна торгівля — 13,9 %, публічна адміністрація — 10,3 %, транспорт — 7,3 %.